# Логан (округ, Кентуккі)
Шаблон:StateAbbr_ 36°52′ пн. ш. 86°53′ зх. д. / 36.86° пн. ш. 86.88° зх. д.
Округ  Логан (англ. Logan County) — округ (графство) у штаті  Кентуккі, США. Ідентифікатор округу 21141.

## Історія
Округ утворений 1792 року.

## Демографія
За даними перепису 
2000 року 
загальне населення округу становило 26573 осіб, зокрема міського населення було 6815, а сільського — 19758.
Серед мешканців округу чоловіків було 12813, а жінок — 13760. В окрузі було 10506 домогосподарств, 7577 родин, які мешкали в 11875 будинках.
Середній розмір родини становив 2,96.
Віковий розподіл населення поданий у таблиці:
| Стать    | До 15 років | 15-21 | 22-29 | 30-39 | 40-49 | 50-65 | 65-85 | Понад 85 |
| -------- | ----------- | ----- | ----- | ----- | ----- | ----- | ----- | -------- |
| Чоловіки | 2815        | 1287  | 1297  | 1904  | 1918  | 2130  | 1344  | 118      |
| Жінки    | 2788        | 1276  | 1285  | 1982  | 1935  | 2300  | 1845  | 349      |

## Суміжні округи
- Батлер — північ
- Воррен — північний схід
- Сімпсон — південний схід
- Робертсон, Теннессі — південь
- Тодд — захід
- Муленберг — північний захід

## Виноски
1. ↑  U.S. Decennial Census. United States Census Bureau. Архів оригіналу за 19 липня 2018. Процитовано 17 серпня 2014.
2. ↑  Historical Census Browser. University of Virginia Library. Архів оригіналу за 11 серпня 2012. Процитовано 17 серпня 2014.
3. ↑  Population of Counties by Decennial Census: 1900 to 1990. United States Census Bureau. Архів оригіналу за 13 жовтня 2014. Процитовано 17 серпня 2014.
4. ↑  Census 2000 PHC-T-4. Ranking Tables for Counties: 1990 and 2000 (PDF). United States Census Bureau. Архів оригіналу (PDF) за 18 грудня 2014. Процитовано 17 серпня 2014.
5. ↑  State & County QuickFacts. US Census Bureau. Архів оригіналу за 7 червня 2011. Процитовано 6 березня 2014.(англ.) Наведено за англійською вікіпедією.
6. ↑  American FactFinder. Бюро перепису населення США. Архів оригіналу за 26 лютого 2012. Процитовано 31 січня 2008.

| США | Це незавершена стаття з географії США. Ви можете допомогти проєкту, виправивши або дописавши її. |